# Bactris timbuiensis
Bactris timbuiensis är en enhjärtbladig växtart som beskrevs av H.Q.B.Fern. Bactris timbuiensis ingår i släktet Bactris och familjen Arecaceae. Inga underarter finns listade i Catalogue of Life.